# Bellis bernardii
Bellis bernardii là một loài thực vật có hoa trong họ Cúc. Loài này được Boiss. & Reut. mô tả khoa học đầu tiên năm 1852.